# Eduardo Blanco Rodríguez
Eduardo Blanco Rodríguez (Sevilla, 26 de marzo de 1913- Madrid, 20 de octubre de 2004) fue un militar español que ocupó diversos cargos durante la dictadura franquista. Fue especialmente conocido por haber sido director general de Seguridad (DGS) y su consiguiente papel en la represión franquista.

## Biografía
Nació en Sevilla el 26 de marzo de 1913.
En julio de 1936, al comienzo de la Guerra civil, se encontraba en Madrid estudiando Filosofía y Letras. Durante la contienda combatió con las fuerzas del Bando sublevado como alférez provisional. Fue militante de Falange y también estuvo afiliado a Acción Católica. Durante la Segunda Guerra Mundial se unió a la División Azul y combatió en el Frente Oriental integrado en el Ejército alemán. Posteriormente estuvo adscrito en la Legión y destinado en distintos lugares del norte de África.
Desde 1959 estuvo adscrito a la Dirección General de Seguridad (DGS), donde haría carrera en los siguientes años. En abril de 1962 fue nombrado jefe del Servicio de información de la DGS.
En noviembre de 1965, ostentando el rango de Coronel, es nombrado Director General de Seguridad. Por su labor en la represión franquista, pronto se hizo conocido como experto en la lucha antisubversiva. En estos años los Guerrilleros de Cristo Rey, un grupo terrorista de ultraderecha, estuvieron estrechamente relacionados con Eduardo Blanco. A pesar del control que los servicios de seguridad al mando de Eduardo Blanco tenían sobre la oposición antifranquista, la policía y los servicios secretos —SECED— actuaban a espadas uno del otro, sin existir una clara coordinación. Esta grave descoordinación quedó en evidencia cuando en diciembre de 1973 se produjo el Asesinato de Carrero Blanco, que Eduardo Blanco no pudo o no supo impedir. El propio Eduardo Blanco reconoció posteriormente que el magnicidio fue «un golpe maestro». El fracaso de las fuerzas de seguridad tuvo consecuencias: el 1 de febrero de 1974 fue destituido de su cargo y sustituido por el también militar Francisco Dueñas Gavilán.
El 22 de abril de 1974 fue nombrado Director General de Promoción del Sáhara, con la misión de anular la actividad terrorista del Frente Polisario iniciada en 1973.
Falleció en Madrid en 2004.